# Saïd Boutahar
Saïd Boutahar (Rotterdam, 12 augustus 1982) is een Nederlands-Marokkaans voormalig betaald voetballer die bij voorkeur als middenvelder speelde. Hij speelde onder andere voor Feyenoord, Excelsior Rotterdam, RKC Waalwijk, N.E.C. en Willem II. Na zijn spelersloopbaan werd Boutahar zaakwaarnemer.

## Carrière

### Feyenoord
Rotterdammer Boutahar begon in de jeugd bij Excelsior en werd daar op 15-jarige leeftijd ontdekt door Feyenoord. Daar kwam hij in de jeugd te spelen met zijn straatvoetbalmaatje Robin van Persie. In december 2001 debuteerde hij in de thuiswedstrijden tegen N.E.C. (5-0). Hoewel hij gold als een zeer beloftevolle voetballer, kwam hij slechts tweemaal in actie voor Feyenoord.

### Excelsior
Om meer aan spelen toe te komen, vertrok Boutahar in 2002 weer naar stadgenoot Excelsior. Hier brak hij door. Na een seizoen waarin hij een van de belangrijkste spelers van de roodzwarten was, wilde hij een stapje hogerop.

### RKC Waalwijk
Ook bij RKC Waalwijk speelde hij een belangrijke rol in het elftal. Als 'nummer 10' was hij de dirigent van het elftal van Martin Jol. Hoewel hij langer kon blijven bij RKC, vertrok hij ook hier na één seizoen.

### NEC Nijmegen
In 2004 tekende Boutahar bij N.E.C.. Op dat moment is Johan Neeskens daar trainer en aanvankelijk heeft Boutahar een basisplaats en is hij een belangrijke schakel in het team van de Nijmegenaren. In de loop van zijn tweede seizoen in Nijmegen begint de klad in zijn spel te komen en is hij niet meer onbetwist basisspeler. Hoewel hij vaak wel in de basis staat, is dat niet altijd onbesproken gebleven. In het derde jaar pendelt hij onder trainer Mario Been tussen bank en basis. Desondanks wordt hij door Henk ten Cate die dan trainer is van Ajax genoemd als welkome versterking. Zover komt het uiteindelijk niet en datzelfde seizoen verhuist hij in de wintertransferperiode naar een nieuwe club.

### Willem II
In januari 2007 verhuist de Rotterdammer op huurbasis naar Willem II, mede om in één elftal te kunnen spelen met jeugdvriend Mounir El Hamdaoui. Omdat zijn contract na dat seizoen afliep, kon hij vervolgens een tweejarig contract (waarvan één optioneel) bij de Tilburgers tekenen. Boutahar wordt basisspeler en mede door zijn komst weet Willem II ternauwernood de play-offs om degradatie af te wenden.

Zijn eerste volledige seizoen bij Willem II verloopt weinig succesvol. Ondanks de slechte prestaties van het team en het feit dat Boutahar geen stempel op het elftal kan drukken, is hij wekelijks basisspeler. In de laatste wedstrijden van het seizoen is hij zelfs aanvoerder. Hij miste slechts drie duels, alle drie door een schorsing. Ondanks deze vele optredens wilde Willem II de optie om het aflopende contract van Boutahar met een jaar te verlengen niet lichten. Dit vanwege dreigende degradatie. Toen duidelijk werd dat de Tricolores behouden zouden blijven voor de Eredivisie, ging de club met de middenvelder in gesprek om zijn contract te verlengen. Begin juli 2008 tekende Boutahar een nieuw tweejarig contract: "Het afgelopen seizoen hebben wij met Willem II de goede lijn ingezet. Ook ik heb mezelf verbeterd en ik denk dat ik nog langer bij Willem II moet blijven om uiteindelijk de sprong naar een grotere club te kunnen maken."

### Real Zaragoza
In de zomer van 2010 vertrok Boutahar naar het Spaanse Real Zaragoza. Hij speelde in 2010/2010 21 wedstrijden, waarvan de bijna de helft als invaller. Ze speelden zich met een dertiende plaats ternauwernood veilig, met slechts twee punten voorsprong op de nummer achttien.

### Qatar
Na één seizoen in Spanje vertrok Boutahar naar Al-Wakrah SC in Qatar. Hierna speelde hij nog drie seizoenen in dit land. Na een jaar vertrok hij naar Umm-Salal SC, om naar een jaar weel bij Al Wakrah terug te keren. In 2014 vertrok hij naar Al-Shamal, om na een jaar clubloos te geraken. Hij stopte uiteindelijk met voetbal.